# Stachyurus chinensis
Stachyurus chinensis Franch. è una pianta appartenente alla famiglia delle Stachyuraceae. L'areale naturale della specie comprende la Cina e Taiwan. Viene coltivato raramente.

## Descrizione

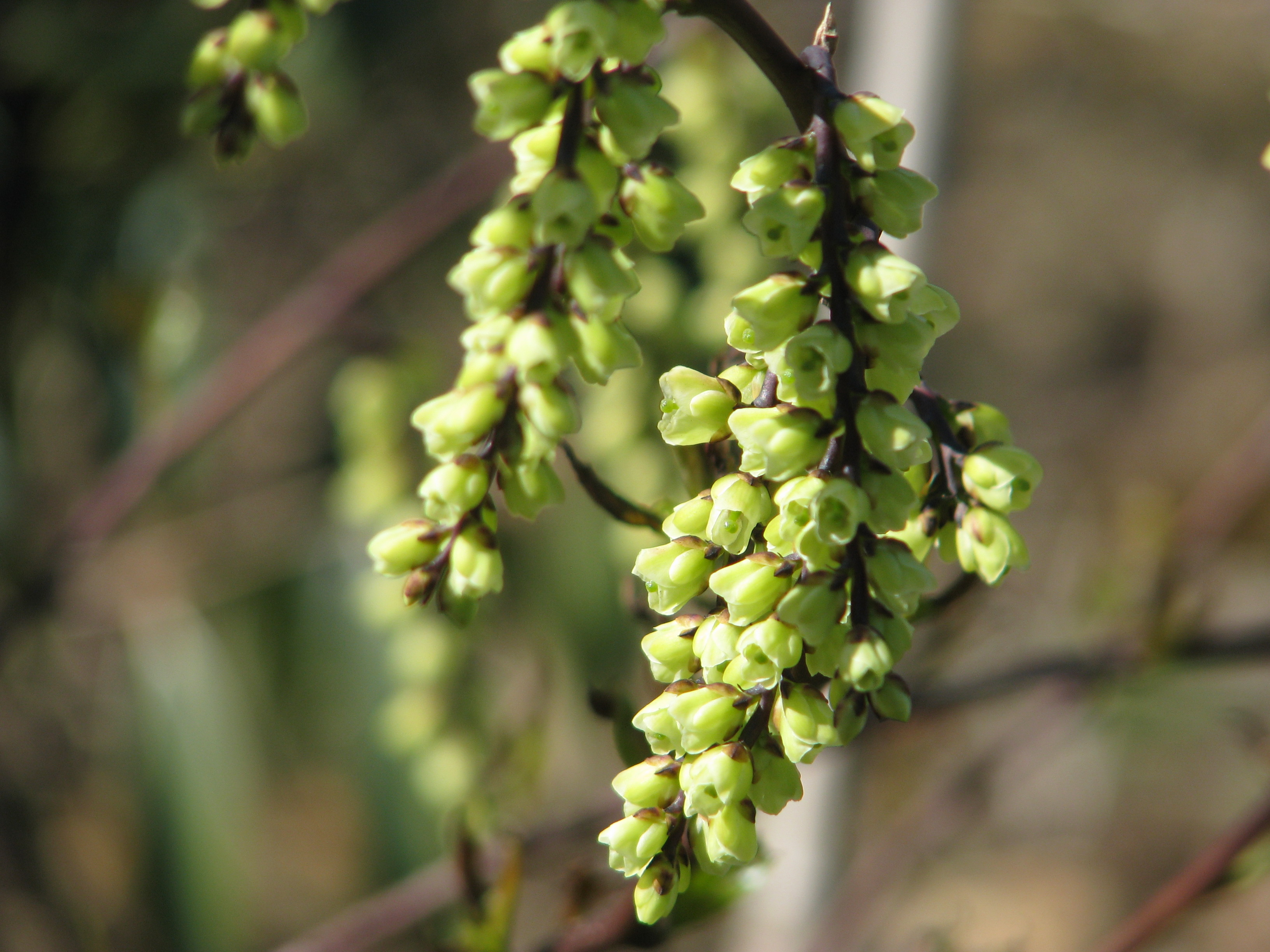
Fiori di S. chinensis

S. chinensis è un arbusto deciduo alto da 2 a 4 metri, eretto, con germogli verdi o marroni opachi. Le sue foglie sono alterne ed hanno uno stelo lungo da 1 a 2 cm. La lamina fogliare è cartacea o membranosa, lunga da 5 a 12 centimetri e larga da 3 a 7 centimetri, di forma ovata, ellittica o arrotondata, con bordo da seghettato o dentellato. Su entrambi i lati della foglia emergono da cinque a sei paia di nervature. La pagina superiore della foglia è nuda, mentre la pagina inferiore è scarsamente pelosa lungo le nervature centrali e laterali.
Le infiorescenze corte e pendenti sono racemi ascellari lunghi da 5 a 10 centimetri. I fiori piccoli, gialli, ermafroditi o funzionalmente unisessuali, quadruplici e campanulati con doppio perianzio si aprono prima della comparsa delle foglie.
I frutti coriacei sono bacche con molti semi. I frutti sono tondeggianti, glabri, debolmente costoluti, verdi o spesso rossastri e hanno un diametro da 6 a 7 millimetri. I semi presentano un arillo. S. chinensis fiorisce da marzo ad aprile e i frutti maturano da maggio a luglio.

## Distribuzione e habitat
L'areale naturale si trova in Cina nelle province di Anhui, Fujian, Gansu, Guangdong, Guangxi, Guizhou, Henan, Hubei, Hunan, Jiangxi, Shaanxi, Sichuan, Yunnan e Zhejiang e a Taiwan. S. chinensis  cresce nelle foreste, nei boschi ad un'altitudine compresa tra 400 e 3000 metri su terreni da moderatamente secchi a umidi, da leggermente acidi ad alcalini, da sabbiosi a limosi, ricchi di sostanze nutritive in luoghi luminosi o parzialmente ombreggiati. La specie è termofila e moderatamente resistente al gelo.

## Usi
S. chinensis viene talvolta coltivata come arbusto ornamentale per i suoi fiori decorativi.